# Мене ме, мамо, змей люби
„Мене ме, мамо, змей люби“ е български игрален филм от 1946 година на режисьора Васил Бакърджиев, по сценарий на Васил Бъчваров. Оператор е Васил Бакърджиев. Музиката във филма е композирана от Георги Антонов.

## Актьорски състав
- Зара Василева – Гергана
- Константин Георгиев – Райко
- Евгения Козарева – Игрила
- Люба Джелеханова – Ружа
- Любомир Ангелов – Стан
- Истилиян Кръстев – Чорбаджи Цанко
- Мара Кръстева – Манца
- Методи Станоев – Ковачът